# 錦秋湖サービスエリア

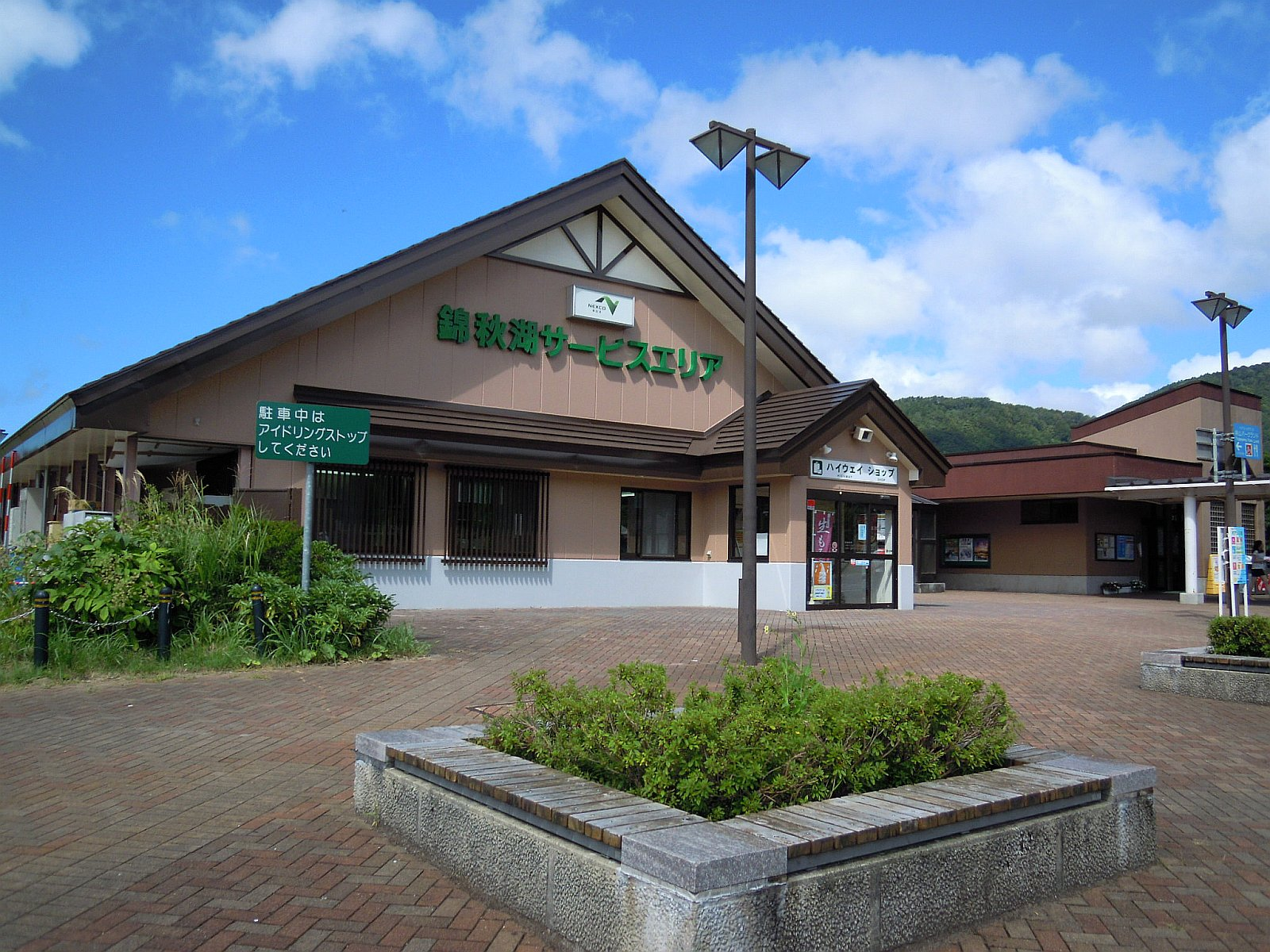
上り線側駐車場から見た休憩施設

錦秋湖サービスエリア（きんしゅうこサービスエリア）は、岩手県和賀郡西和賀町にある秋田自動車道の上下集約型のサービスエリアである。
本線車道から駐車場まで約1kmの長いアプローチが特徴である。秋田自動車道で唯一ガソリンスタンドがあり、ハイウェイオアシスとして温泉施設も設置されていたが、2019年より休止となりその後廃止された。
2006年（平成18年）3月31日までは、秋田自動車道で唯一ジェイサパが管理するサービスエリアであった。

## 施設

### 上下線兼用
全国花火競技大会開催日（終了後の夜）は一部の施設が終夜営業を行い、下り線の駐車場が上り線用に変更される。
- 管理：ネクスコ東日本エリアトラクト[4]
- 運営：家族亭[5][6]
- スナックコーナー（夏7:00-20:00、冬10:00-18:00）
  - とくとく（そば・うどん・丼ぶり、7:30 - 19:30[7]）
- ショッピング（夏7:00-21:00、冬10:00-18:00）
- 自動販売機
- ガソリンスタンド（ENEOS（東日本宇佐美））、8:00〜20:00
  - 以前はネクセリア東日本が運営していた。
  - 下り線は西仙北SAのガソリンスタンドが2007年3月31日で閉鎖されたため秋田自動車道下り線の唯一の給油所となった。
- 給電スタンド（24時間）
- トイレ
  - 男性 大5（和式0・洋式5）・小14
  - 女性 20（和式2・洋式18）
    - 同伴の男児用 2

  - 車椅子用 1
- ハイウェイオアシス
  - 「峠山・パークランドオアシス館」（日帰り温泉） - 建物老朽化のため、2019年4月8日より営業休止中[2]であったが、西和賀町は温泉施設を廃止する方針を2022年3月に決めた[3]。

### 上り線（北上方面）
- 駐車場[5]
  - 大型22台
  - 小型28台

### 下り線（秋田方面）
- 駐車場[6]
  - 大型22台
  - 小型30台

## 隣
E46 秋田自動車道
(37)北上JCT - (1)北上西IC - 錦秋湖SA - (2)湯田IC - 山内PA